# Карл Реми
Карл Реми (нім. Karl Remy; 13 листопада 1883, Франкфурт-на-Майні — 30 серпня 1951, Штаймель) — німецький чиновник, директор Імперської залізниці Кельна. Кавалер Лицарського хреста Хреста Воєнних заслуг з мечами.

## Нагороди
- Залізний хрест 2-го і 1-го класу
- Орден «За заслуги» (Баварія) 4-го класу з короною і мечами
- Почесний хрест ветерана війни з мечами
- Хрест Воєнних заслуг 2-го і 1-го класу з мечами
- Лицарський хрест Хреста Воєнних заслуг з мечами (7 грудня 1942)